# Демографија Литваније

## Етничке заједнице (попис)
Укупно: 3.483.972
- Литванци: 2.907.293 (83,45%)
- Пољаци: 234.989 (6,74%)
- Руси: 219.789 (6,31%)
- Белоруси: 42.866 (1,23%)
- Украјинци: 22.488 (0,65%)
- Јевреји: 4.007 (0,12%)
- Немци: 3.243 (0,9%)
- Татари: 3.235 (0,9%)
- Летонци: 2.955 (0,8%)
- Роми: 2.571 (0,7%)
- Јермени: 1.477 (0,4%)
- остали: 6.138 (0,18%)
- непознато: 32.921 (0,94%)

## Вероисповести (попис)
| Римокатолици          | 2.752.447 |
| Православци           | 141.821   |
| староверници          | 27.073    |
| Евангелици Лутерани   | 19.637    |
| Евангелици Реформисти | 7.082     |
| атеисти               | 331.087   |
| неизјашњени           | 186.447   |